# 야프 힐레니위스
야프 힐레니위스(네덜란드어: Jaap Hillenius, 1934년 6월 6일 ~ 1999년 8월 26일)는 네덜란드의 미술가이다.

## 생애
야프 힐레니위스는 1934년에 암스테르담에서 태어났다. 1952년부터 1957년까지 암스테르담 미술 학교(현재의 브라이트너 아카데미(Breitner Academy))에서 미술 교육을 받았다. 1999년 테니스를 마치고 나오던 도중에 승용차에 치이는 사고를 당했고 65세의 이른 나이에 즉사했다.

## 활동
1961년 유네스코에서 후원하고 국제조형예술협회 프랑스 위원회에서 주최한 파리 세계청년화가대회에 네덜란드 대표로 참가했다. 1970년대까지는 비유적 풍경과 초상화를 그리고 에칭으로 민감하게 표현해낸 작가로 활동했고, 1982년부터 1990년까지는 암스테르담에 위치한 아티스트 레지던시 라익스아카데미(Rijksacademie van Beeldende Kunsten)에서 회화와 드로잉 작업을 했다.